# Serge Hayat
 (août 2024).
Si vous disposez d'ouvrages ou d'articles de référence ou si vous connaissez des sites web de qualité traitant du thème abordé ici, merci de compléter l'article en donnant les références utiles à sa vérifiabilité et en les liant à la section « Notes et références ».
 (juillet 2024).
Serge Hayat, né le 12 avril 1962 à Neuilly-sur-Seine, est un entrepreneur, producteur de cinéma et romancier français.
Il est connu pour ses romans L'Empire en héritage, et L'Aigle et la Rose ainsi que pour son activité dans le cinéma, notamment à travers les fonds d'investissement Cinémage, qui ont investi dans plus de 600 films, tels les Palmes d'or Dheepan (2015), Titane (2021) et Anatomie d'une chute (2023).

## Biographie
Serge Hayat est diplômé de l'École centrale Paris (promotion 1984) qu'il intègre en 1981 puis étudie de 1984 à 1986 à l'ESSEC Business School. En 1986, il fonde la société C2M Intelware, un grossiste et importateur de matériel audiovisuel pour le monde de l'entreprise. En parallèle il enseigne comme professeur attaché au département finances de l'ESSEC. En 1997, il rachète Atelier Sud Vidéo (A.S.V.), un distributeur et intégrateur de solutions et systèmes d'information audiovisuels et en prend la présidence. En 1999, il fusionne son groupe avec IEC Professionnel Media (devenu Videlio depuis 2014) et en prend la vice-présidence. Le groupe réalise 100 M€ de chiffre d'affaires et plus de 350 salariés.
En 1999, il co-fonde alors avec son frère Philippe Hayat, également entrepreneur, un incubateur de startup dans les NTIC, Kangaroo Village, vendu en 2002 à la Société générale.
En 2006, il cofonde le fonds d'investissement défiscalisé dans le cinéma Sofica Cinémage avec Yann Le Quellec puis en prend la présidence. Cinémage a financé L'Arnacœur (2010), Des Hommes et des Dieux (2010), La Tortue rouge (2016), Sauver ou Périr (2018), Annette (2021), Boîte noire (2021), La Nuit du 12 (2022) et Le Livre des solutions (2023).
En 2009, il s'associe avec Simon Istolainen pour créer People for Cinema. En 2011, il rachète l'agence de talents Cinéart avec Karen Adler et Camille Trumer, qu'il revend en 2014 sous le nom de Talentbox.
En 2015, Serge Hayat devient associé fondateur du studio indépendant de production et de distribution de séries Federation Entertainment (créé par Pascal Breton), qui a produit Le Bureau des légendes pour Canal+, Marseille et Marianne pour Netflix, et Le temps est assassin pour TF1.
La même année, il s'associe avec Clovis Cornillac pour lancer la société de production Fair Play qui co-produit Un peu, beaucoup, aveuglément. Le film attire plus de 530.000 spectateurs dans les salles de cinéma et est devenu le 12e film français le plus rentable de l’année 2015, selon Le Film français.
Cinq mois plus tard, son premier roman L'Empire en héritage paraît aux éditions Allary (puis en 2016 chez Pocket). Ce récit fictif s'inspirant de faits historiques raconte les aventures de l'Aiglon, François, fils de Napoléon et Prince à la cour d'Autriche. Fruit d'un long processus d'écriture achevé sur l'île de Saint-Hélène, le livre reçoit en 2016 le Prix des lecteurs Notre Temps. Il est en 2024 en cours d'adaptation au cinéma.
En 2017, Serge Hayat s'associe avec Yves Darondeau, Emmanuel Priou et Philippe de Bourbon pour créer Echo Studio, le premier studio de production et de distribution de documentaires et fictions engagés sur les grands enjeux du monde contemporain (réfugiés, environnement, droit des femmes, esclavage moderne, accès à l'eau, etc.). La première production sortie en France est Demain est à nous, réalisée par Gilles de Maistre et distribuée par Apollo Films. Le studio est coproducteur de Un p'tit truc en plus, la comédie de Artus sortie en salles en mai 2024 et qui devient le plus gros succès du box office français depuis la crise du Covid-19.
La même année, il rejoint Main Journey, société de production créée par Laurent Zeitoun et Yann Zenou, producteurs de films français dont Intouchables, Ballerina, et La Mort de Staline.
Serge Hayat est aussi président de la chaire Media & Digital de l'ESSEC qu'il a fondé en 2006. Il y a enseigné pendant plus de 25 ans (corporate finance, entrepreneuriat, et économie des médias).
En janvier 2021, il devient associé de Rocambole, une plateforme de séries à lire. Rocambole devient Doors puis est vendue à Vivlio en septembre 2022.
Depuis mars 2023, il préside l'Association de Représentation des SOFICA (ARS).
En avril 2024 sort son second roman, L'Aigle et la Rose, aux éditions de l'Observatoire. Ce roman historique raconte les 24 heures qui ont suivi le retour de Napoléon de sa campagne d'Égypte en octobre 1799, sa confrontation avec Paul Barras, président du Directoire, et ses retrouvailles avec Joséphine, sa femme.

## Filmographie (non exhaustive)
- 2008 : Mesrine : l'ennemi public n° 1 de  Jean-François Richet
- 2009 : La Première Étoile de Lucien Jean-Baptiste
- 2009 : Les Beaux Gosses de Riad Sattouf
- 2010 : Mon pote de Marc Esposito
- 2010 : L'Arnacœur de Pascal Chaumeil
- 2010 : Des hommes et des dieux de Xavier Beauvois
- 2010 : Potiche de François Ozon
- 2010 : Les Émotifs anonymes de Jean-Pierre Améris
- 2011 : Du vent dans mes mollets de Carine Tardieu
- 2011 : Les Neiges du Kilimandjaro de Robert Guédiguian
- 2011 : L'Apollonide : Souvenirs de la maison close de Bertrand Bonello
- 2012 : De rouille et d'os de Jacques Audiard
- 2012 : L'Inconnu du lac d'Alain Guiraudie
- 2012 : Bowling de Marie-Castille Mention-Schaar
- 2013 : L'Écume des jours de Michel Gondry
- 2013 : Michael Kohlhaas d'Arnaud des Pallières
- 2013 : Le Passé d'Asghar Farhadi
- 2013 : La Fille du 14 juillet d'Antonin Peretjatko
- 2013 : Les Garçons et Guillaume, à table ! de Guillaume Gallienne
- 2014 : Aimer, boire et chanter d'Alain Resnais
- 2014 : Trois souvenirs de ma jeunesse d'Arnaud Desplechin
- 2014 : Un peu, beaucoup, aveuglément de Clovis Cornillac
- 2014 : Maintenant ou jamais de Serge Frydman
- 2015 : Marguerite et Julien de Valérie Donzelli
- 2015 : Dheepan de Jacques Audiard
- 2016 : Ma Loute de Bruno Dumont
- 2016 : Nocturama de Bertrand Bonello
- 2017 : Le Sens de la fête d'Olivier Nakache et Éric Toledano
- 2017 : La Promesse de l'aube d'Éric Barbier
- 2018 : La Douleur d'Emmanuel Finkiel
- 2018 : La Prière de Cédric Kahn
- 2018 : L'amour est une fête de Cédric Anger
- 2018 : Première Année de Thomas Lilti
- 2018 : Un amour impossible de Catherine Corsini
- 2018 : Sauver ou périr de Frédéric Tellier
- 2018 : Maya de Mia Hansen-Love
- 2019 : Les Fauves de Vincent Mariette
- 2019 : Curiosa de Lou Jeunet
- 2019 : All Inclusive de Fabien Onteniente
- 2019 : Dernier Amour de Benoît Jacquot
- 2019 : Sibyl de Justine Triet
- 2019 : Le Daim de Quentin Dupieux
- 2019 : Roubaix, une lumière d'Arnaud Desplechin
- 2019 : Une fille facile de Rebecca Zlotowski
- 2019 : Fête de famille de Cédric Kahn
- 2019 : Au nom de la terre d'Edouard Bergeron
- 2019 : Hors normes d'Olivier Nakache et Éric Toledano
- 2020 : Énorme de Sophie Letourneur
- 2020 : La Bonne Épouse de Martin Provost
- 2020 : Effacer l'historique de Benoît Delépine et Gustave Kervern
- 2020 : Antoinette dans les Cévennes de Caroline Vignal
- 2020 : Mandibules de Quentin Dupieux
- 2021 : Benedetta de Paul Verhoeven
- 2021 : Annette de Leos Carax
- 2021 : Le Tour du monde en 80 jours de Samuel Tourneux
- 2021 : France de Bruno Dumont
- 2021 : Boîte noire de Yann Gozlan
- 2021 : Serre-moi fort de Mathieu Amalric
- 2021 : Bigger than us de Flore Vasseur
- 2021 : Le Sommet des dieux de Patrick Imbert
- 2021 : Albatros de Xavier Beauvois
- 2021 : Marcher sur l'eau d'Aïssa Maïga
- 2021 : Les Magnétiques de Vincent Maël Cardonna
- 2021 : Titane de Julia Ducourneau
- 2021 : Oranges sanguines de Jean-Christophe Meurisse
- 2022 : Enquête sur un scandale d'État de Thierry de Peretti
- 2022 : Une Femme du monde de Cécile Ducrocq
- 2022 : Twist à Bamako de Robert Guédiguian
- 2022 : Adieu Monsieur Haffmann de Fred Cavayé
- 2022 : Une jeune fille qui va bien de Sandrine Kiberlain
- 2022 : Robuste de Constance Meyer
- 2022 : Viens je t'emmène d'Alain Guiraudie
- 2022 : Goliath de Frédéric Tellier
- 2022 : Falcon Lake de Charlotte Le Bon
- 2022 : Les Amandiers de Valeria Bruni-Tedeschi
- 2022 : La Grande Magie de Noémie Lvovsky
- 2022 : Pacifiction : Tourment sur les Îles d'Albert Serra
- 2022 : Stella est amoureuse de Sylvie Verheyde
- 2022 : En même temps de Benoît Delépine et Gustave Kervern
- 2022 : Les Goûts et les Couleurs de Michel Leclerc
- 2022 : La Nuit du 12 de Dominik Moll
- 2022 : Mascarade de Nicolas Bedos
- 2022 : Avec amour et acharnement de Claire Denis
- 2023 : Pour la France de Rachid Hami
- 2023 : Sur la branche de Marie Garel-Weiss
- 2023 : Le jeune imam de Kim Chapiron
- 2023 : Magnificat de Virginie Sauveur
- 2023 : Le Principal de Chad Chenouga
- 2023 : L'île rouge de Robin Campillo
- 2023 : Disco Boy de Giacomo Abbruzzese
- 2023 : Mon crime de François Ozon
- 2023 : Les Algues vertes de Pierre Jolivet
- 2023 : Les Meutes de Kamal Lazraq
- 2023 : Veuillez nous excuser pour la gêne occasionnée d'Olivier Van Hoofstadt
- 2023 : Un coup de maître de Rémi Bezançon
- 2023 : Le Procès Goldman de Cédric Kahn
- 2023 : Anatomie d'une chute de Justine Triet
- 2023 : Banel et Adama de Ramata-Toulaye Sy
- 2023 : Le Livre des Solutions de Michel Gondry
- 2023 : Le Règne animal de Thomas Cailley
- 2023 : La Fiancée du poète de Yolande Moreau
- 2023 : Linda veut du poulet ! de Chiara Malta et Sébastien Laudenbach
- 2023 : Une année difficile d'Olivier Nakache et Éric Toledano
- 2023 : Simple comme Sylvain de Monia Chokri
- 2023 : Rien à perdre de Delphine Deloget
- 2023 : Conann de Bertrand Mandico
- 2023 : La Fille de son père d'Erwan Le Duc
- 2024 : Un Silence de Joachim Lafosse
- 2024 : Daaaaaalí ! de Quentin Dupieux
- 2024 : La Bête de Bertrand Bonello
- 2024 : Un p'tit truc en plus de Artus

## Prix et récompenses
Le 18 janvier 2017, Serge Hayat s’est vu remettre l’Ordre national du Mérite par la Ministre de la Culture, Audrey Azoulay, lors d’une cérémonie tenue au Ministère de la Culture[réf. nécessaire].

## Publications
- 1996 : Précis de mathématiques financières (Dalloz) (co-écrit avec Patrice Poncet & Roland Portrait)
- 2006 : L'Entreprise, un acteur clé de l'économie (Editions Autrement) (co-écrit avec Philippe Hayat)
- 2015 : L'Empire en héritage (Allary Éditions)
- 2024 : L'Aigle et la Rose (Éditions de l'Observatoire)